# Frandovínez
Frandovínez – gmina w Hiszpanii, w prowincji Burgos, w Kastylii i León, o powierzchni 8,58 km². W 2011 roku gmina liczyła 107 mieszkańców.